# Cinemateca Distrital de Bogotá
La Cinemateca de Bogotá o Centro Cultural de las Artes Audiovisuales es una entidad encargada de difundir las artes cinematográficas en Bogotá, Colombia. Su sede principal fue inaugurada en junio de 2019 y se encuentra en la carrera Tercera con avenida Calle 19 en el barrio Germania del centro de la ciudad.

## Historia
La primera sede fue inaugurada el 11 de abril de 1971 por Carlos Albán Holguín, alcalde de turno. Su primera sede se ubicó en la sala Oriol Rangel del Planetario y su primera directora fue Isadora de Norden, quien había liderado el proyecto junto a su esposo Francisco Norden y a Hernando Valencia Goelkel. En 1976, cambió su sede y e trasladó a Las Nieves, carrera 7 entre calles 22 y 23. Este espacio fue habilitado por Jacques Mosseri. 

La primera muestra de cine se realizó en 1971 y se proyectaron filmes de escuelas diversas, tales como cine clásico francés, de la edad de oro, expresionismo alemán, entre otros. Uno de los eventos más reconocidos fue la primera muestra: Cine colombiano 1950- 1973, que se llevó a cabo en 1973. Al año siguiente, se publicó Crónicas de cine, de Hernando Valencia Goelkel. 

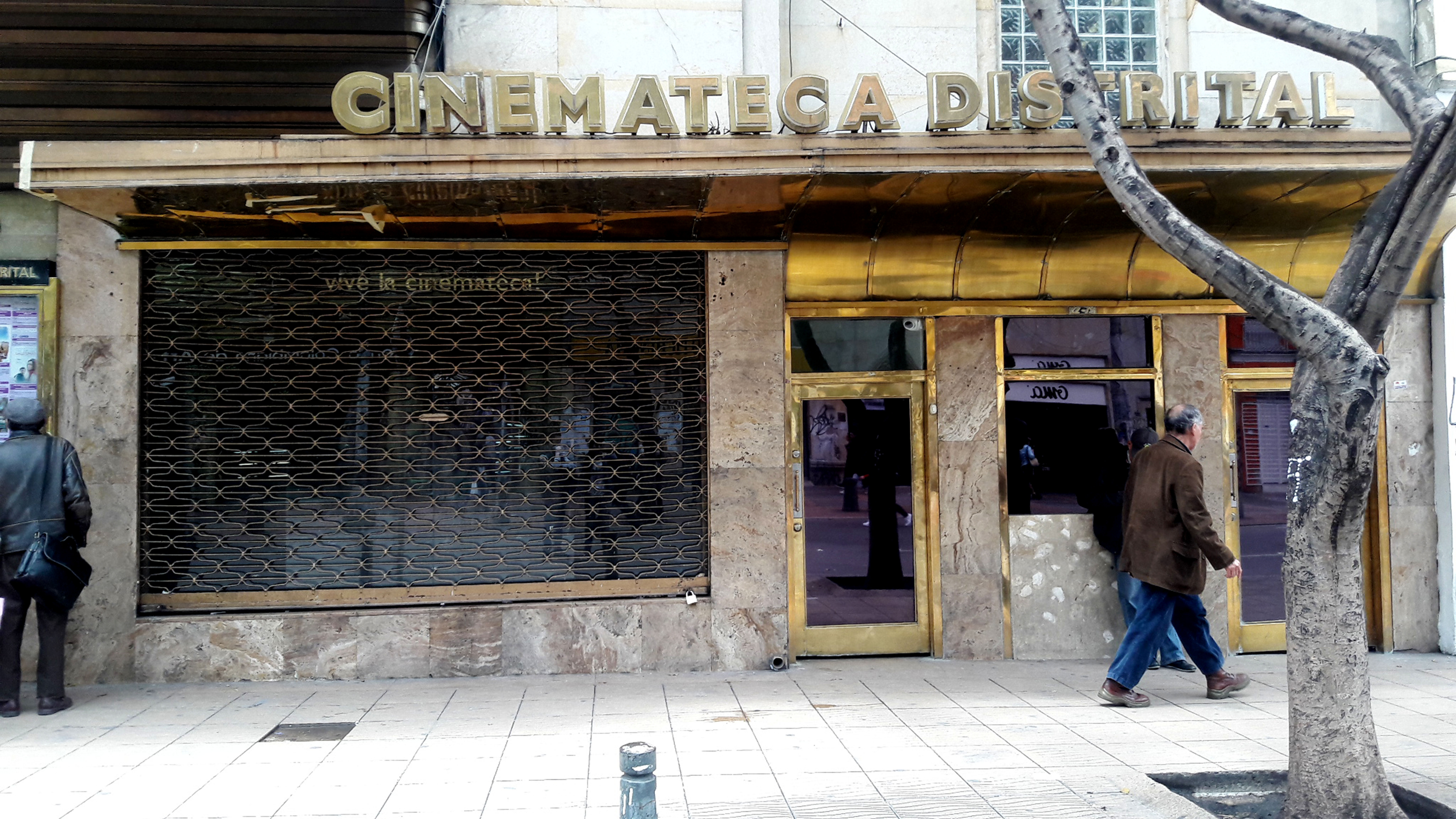
Antigua sede junto al Teatro Jorge Eliécer Gaitán en la carrera Séptima.

En 1976 comenzó a realizar el Festival de cine colombiano, de la mano con Colcultura. De 1978, dado el Acuerdo 2 del Concejo de Bogotá crea el Instituto Distrital y Turismo y se agrega a la Cinemateca como una de sus dependencias. 
Como una iniciativa de promulgación y prevención del cine que nace la idea de Cuadernos de Cine Colombiano, su primer número fue publicado en el año 81 y en este mismo año entra a funcionar la biblioteca que cuenta con más de 60 libros y revistas especializadas, un archivo gráfico de 350 afiches y 700 fotografías de cine colombiano y latinoamericano. 
En 1986, se crea la Fundación Patrimonio Fílmico Colombiano (FPFC), por el apoyo de la Cinemateca Colombiana y al Cine club de Colombia de Hernando Salcedo Silva, y a Cine Colombia, la Fundación Rómulo Lara y la Cinemateca Distrital. En ese momento hacían parte de la parte del Instituto Distrital de Cultura y Turismo. 
Los primeros cinco títulos de los Cuadernos de Cine Colombiano se publican en el 2003.
Desde 1994 la Cinemateca Distrital comenzó a generar convocatorias en las cuales premian con becas y dinero en efectivo a los concursantes que realicen contenido audiovisual de acuerdo a ciertas categorías, hasta el día de hoy existen 15 modalidades en las cuales los concursantes pueden inscribir sus productos, algunas de estas son: documentales, ficción, animación y entre otras.
La Cinemateca, además, ha incursionado en el mundo de los festivales nacionales e internacionales y se ha aliado con el objetivo de proyectar y exponer algunos de los mejores productos audiovisuales que han sido inscritos. Además, se ofrecen los espacios de la cinemateca para exhibir o proyectar diferentes festivales: Festival Eurocine, Festival de Cine de Bogotá, Festival de cine de Marsella, Bogoshort.

### Nueva sede
En junio de 2019 se inauguró una nueva sede en el barrio Germania. Esta cuenta con una biblioteca y cuatro salas: la Capital con capacidad para 272 personas; dos más con 75 sillas y la Sala E, dedicada a la música, la danza y el teatro. Tiene un área construidas de 8, 562 m² en donde se distribuirán cuatro salas de cines, zonas infantiles y un ecosistema de creación digital.
El proyecto tiene un costo de aproximadamente 55.000 millones de pesos.